# Philip Darcy, 6. Baron Darcy de Knayth
Philip Darcy, 6. Baron Darcy de Knayth (nach anderer Zählung auch 5. Baron Darcy) (* um 1398; † 2. August 1418) war ein englischer Adliger.
Philip Darcy entstammte der englischen Familie Darcy. Er war der älteste Sohn von John Darcy, 5. Baron Darcy de Knayth und von dessen Frau Margaret Grey. Nach dem Tod seines Vaters 1411 wurde er Erbe der Besitzungen der Familie. Da er noch minderjährig war, wurde Sir Henry Fitzhugh sein Vormund. Fitzhugh verheiratete ihn mit seiner Tochter Alianore Fitzhugh († 1469). Mit ihr hatte er zwei Töchter:
- Elizabeth Darcy (um 1417–nach 1458) ⚭ Sir James Strangways († 1480)
- Margery Darcy (1418–1469) ⚭ Sir John Conyers († 1490)

Darcy starb bereits 1418, bevor er volljährig geworden war. Seine Witwe heiratete in zweiter Ehe Sir Thomas Tunstall aus Thurland, nach dessen Tod in dritter Ehe Henry Bromflete, 1. Baron Vescy. Sie erhielt 1421 aus dem Darcy-Erbe ein Drittel der Besitzungen als Wittum, ein weiterer Teil der Besitzungen befand sich noch als Wittum im Besitz von Philips Mutter. 1427 entschied eine Kommission, dass aus dem Erbe die Güter von Temple Newsam und Temple Hirst in Yorkshire zusammen mit weiteren Besitzungen nur in männlicher Erbfolge vererbt werden dürfen. Diese Besitzungen fielen damit an Philips jüngeren Bruder John Darcy. Die beiden minderjährigen Töchter von Philip Darcy erbten damit nur einen kleinen Teil der Familienbesitzungen, die sie untereinander aufteilten.
Der Titel Baron Darcy de Knayth wurde Darcy nachträglich 1903 vom House of Lords zuerkannt.